# 김상옥 (1890년)
김상옥(金相玉, 1890년 1월 5일 ~ 1923년 1월 22일)은 대한민국의 독립운동가이다. 다른 이름은 김영진(金永鎭), 아호는 한지(韓志)· 의엄(義嚴)이다. 그에게는 1962년 건국훈장 대통령장이 추서되었다.

## 생애
한성부 어의동에서 구한 말 군관을 지낸 김귀현(金貴鉉)과 김점순(金占順) 사이에서 차남으로 태어났다. 그는 김해김씨 안경공파(金海金氏 安敬公派) 15세손이다. 일찍 아버지를 여의고 불우한 환경 속에서 성장하면서 한학을 수학하는 동시에 어의동보통학교를 다녔다. 10대 중반부터 개신교에 입문하고 서울 동대문 감리교회를 다녔다. 야학에 다니면서 물산장려운동을 벌이고 경상북도 풍기군에서 결성된 대한광복단에 참가하는 등 사회 활동을 시작했다. 김상옥은 창신동에서 영덕철물상회를 자영하고 한 때 종업원만 50명에 가까울 정도로 컸었다. 김상옥은 이를 모두 독립운동에 쏟았다. 그는 말발굽을 만들어 히트를 쳤다. 일제강점기 시절에 머리카락이 잘린 사람들에게 도움을 줄수있는 말총모자를 선보였다
김상옥(1890-1923)은 일제강점기 한국의 독립운동가로, 의열단의 일원으로 활동하며 조국의 독립을 위해 무장투쟁을 벌였습니다.
그는 특히 1923년 종로경찰서 폭탄 투척 사건으로 잘 알려져 있으며, 이후 일제 경찰과의 총격전에서 생을 마감했습니다.

### 독립운동에 투신
1919년 3·1 운동 직후부터 본격적으로 항일 운동에 뛰어들어, 반일 비밀 조직인 혁신단을 결성한 뒤 지하 신문 《혁신공보(革新公報)》를 발행해 배포했다. 3·1 운동 당시 만세를 외치던 여고생을 살상하려고 한 일본군경을 저지 및 폭행하고 군경의 검을 탈취하여 자신이 보관하였다.
다음 해에는 풍기 시절부터 동지인 한훈, 북로군정서의 김동순과 함께 요인 암살을 위한 조직을 만들어 구체적인 암살 계획까지 세운 것이 드러나 상하이로 망명했으며, 이 곳에서 대한민국 임시정부의 김구, 이시영, 신익희, 이동휘, 조소앙 등과 만나 일제에 폭력투쟁으로써 저항하며, 강자가 약자를 착취하거나 억압을 하지 않는, 새로운 공동체를 만들 것을 주장 한 아나키스트 독립운동단체인 의열단에 가입하였다.
기독교인이었던 김상옥은 1922년 5월 5일 이후 마르크스·레닌주의 등 신사상에 접했으며, 한살임 정강 및 선언을 통해 종교를 배경으로 한 민족 혁명에서 유물론적 계급 혁명으로 사상이 변화한 것으로 추정된다.
대한 임정 군무부 행정관 직책으로 발탁된 그는 1922년 10월 권총 3정과 실탄 800발 및 폭탄 그리고 항일 문서를 휴대하고 서울에 잠입한 뒤 1923년 1월 12일 독립운동 탄압의 본산으로 악명이 높았던 종로경찰서에 폭탄을 투척하여 일본인 경찰 및 조선총독부 기관지인 곧 일제의 목소리를 대변하는 어용신문 매일신보사의 사원 10여 명에게 부상을 입혔다고 알려져 있다. 투척 사건 이후 일본 경찰의 추적을 피해 피신하던 중, 사이토 총독이 회의에 참석하러 도쿄에 간다는 소식을 듣고, 그를 암살할 목적으로 서울역 주위를 수일간 배회하다가 종로경찰서 무장 경찰 20여 명에게 포위되었다. 김상옥은 그들과 총격전을 벌여 유도사범이자 형사부장인 다무라를 사살하고 경부 20여 명에게 중상을 입혔다. 고봉근의 집에서 경부 20여명에게 포위당한 후, 반격해 중상을 입혔다.

### 서거
김상옥은 1923년 1월 22일 서울 종로구 효제동에서 1천여 명의 일본 군경에게 포위당해 민가의 지붕을 뛰어다니며 권총 두 자루로 일본 군경 4백여 명과 3시간동안 총격전을 벌이며 일본 군경 15명을 사살하고 총알이 다 떨어지자 남은 한발로 자결하였다.

## 의문과 논란
의열단원 김상옥이 종로경찰서 폭탄투척 사건의 장본인인지에 대한 의혹은 풀리지 않았다.
김상옥의 시신에는 11발의 총알이 몸에 박혀 있었다. 총알을 맞아가면서도 그 정도로 싸웠으니 매우 전투능력이 뛰어났음을 알 수 있다. 생포가 목적이었는데 김상옥이 일본 군경들과의 교전 중 자결했기 때문에 일본 군경들은 과연 김상옥이 폭탄을 투척하였는지에 대해 심문해 볼 수 없었다. 효제동 총격전 직후 3월 14일 총독부 경무국의 야마구치 고등과장은 사건 전모를 발표하면서 김상옥이 폭탄투척 사건의 범인인지는 확실하지 않다고 공식 발표했다.
또한 후에 종로경찰서에 폭탄을 투척했다고 진술한 자가 없었다. 의열단원들도 여러 가지 이유에서 그가 종로경찰서 폭탄투척 사건의 주인공이 아니라고 이야기했다.
•윤익중 - 재판정에서 "그날 그 시각 김상옥과 함께 종로대로를 걸었다, 그때 종로서를 지나온 학생들에게서 폭탄사건이 있었다는 사실을 들었다. 김상옥은 그런 식의 폭탄투척은 그리 좋다고 (효과적이다고) 할 수 없다고 말했다." 라고 진술했다. -다른 동지들의 증언도 같은 의견이었다.-
조선일보는 3월 16일 신문에서 이 진술을 기사에 실었고, 이와 함께 "김상옥은 정녕 폭탄 범인이 아니다."라고 분석하여 전했다.
또, 그 때 김상옥은 사이토 암살 계획 실행을 눈앞에 두고 있었다. 경찰 추적과 경계, 감시를 강화시킬 일을 자초했을 가능성은 적다. 전에도 이런 식의 치밀하고 영향력 있는 사건이 일어난 후 일본군은 비상경계 상태를 취했었으며, 종로경찰서 폭탄사건 후 역시 다르지 않았다. 당시 이치에 맞지 않는다는 이견이 많이 제기됐었으며, 미와 경부보도 이에 대한 확답을 하지 못했다.
마지막 은신처는 혁신단 시절의 동지인 이혜수의 집이었는데, 효제동은 그의 생가가 있던 곳이기도 하다.
종로경찰서 사건에 대해서는 김상옥이 결행했다는 설이 정설이나, 오래 준비해 온 사이토 마코토 총독 암살을 앞두고 일어난 일이며, 목격자가 없다는 점에서 다른 조직의 소행이라는 이설도 있다.

## 사후
- 1924년에 임시정부 외교부장이며 김상옥에게 많은 영향을 끼쳤던 조소앙이 그의 전기를 집필해 간행했다.
- 김상옥이 수많은 일본 경찰의 포위 속에서도 단신으로 여러 시간 동안 버티며 총격전을 벌인 이 사건을 당시 중학생이던 서양화가 구본웅이 직접 목격하여, 해방 후 1930년 시화집 《허둔기》에 스케치와 추모시를 함께 실었다. 이는 일제감정기에 독립투사 최후의 순국 장면을 생생히 그린 유일한 작품이다.[5]
- 대한민국 정부는 그의 공헌을 기려 1962년 건국훈장 대통령장을 추서하였다.
- 1992년 대한민국 국가보훈처가 독립운동가들에 대한 기념 사업을 위해 벌이는 이 달의 독립운동가에 일제강점기 초기의 무장 독립 운동과 의열단의 용감한 투쟁을 상징하는 인물로서 김상옥이 최초로 선정되었다.
- 1988년에 서울특별시 종로에 김상옥 의거 터 표석이 설치되었다.[6]
- 1998년 대학로 마로니에 공원에 동상이 설치되었다.

## 가족 관계
- 부친 : 김귀현(金貴鉉, 1860 ~ 1890)
- 모친 : 김점순(金点順, 1861 ~ 1941)
  - 누나 : 김기숙(金基淑)&김아기(金兒基)
  - 매형 : 고봉근(高奉根)
  - 형 : 김춘옥(金春玉, 요절)
  - 형수 : 박도순
  - 동생 : 김춘원(金春元)
  - 제수 : 이애기
  - 부인 : 정진주(鄭眞珠)
    - 아들 : 김태용(金泰龍, 1914~1939)- 25세로 후사 없이 요절)
    - 아들 : 김태운(金泰雲, 1927~2014.5.3) -조카를 입양하여 대를 이음
    - 며느리 : 한정수(1929)
      - 손자 : 김주동(金柱東, 최경순),김민홍(金敏洪, 여현미)
      - 손녀 : 김영심(金英心, 김영돈),김영실(金英實, 이두표),김영욱(金英旭, 최신호)
        - 증손 : 김종찬,김종근,김용민,김주아,이선호,이진호,최예진,최예은,김종한,김지원

    - 장녀 : 김의정(金義政, 1917 ~1958)
    - 사위 : 김진익
      - 외손 : 김효기(요절)
      - 외손 : 김세원
      - 외손부 : 지영희
        - 외증손 : 김남석, 김남연

## 대중문화 속 김상옥

### 경성을 쏘다
경성을 쏘다는 이성아가 글을 썼으며, 북멘토에서 출판되었다. 3·1운동을 계기로 독립운동에 참여한 김상옥은 몰래 발간하던 신문이 발각되어 끔찍한 고문을 당하면서도 동지들을 지키고 이후 의열단에 들어가서 식민 치하 경성 한복판에서 종로경찰서에 폭탄을 던지고 신출귀몰 경찰들을 따돌리다가 열흘 뒤 일제 군경 천여 명과 세 시간 동안 총격전을 벌인 끝에 마지막 한 발의 총탄으로 자결하였으며, 이 시가전으로 일본 형사 16명이 죽거나 다쳤다는 내용의 일제 시대에서 독립운동가들의 모습을 잘 보여주고 있다.

### 1923 경성을 뒤흔든 사람들
1923 경성을 뒤흔든 사람들은 세계일보 김동진 기자가 글을 썼고, 서해문집에서 2010년 출판되었다. 영화 <밀정>의 원작으로 김상옥과 황옥, 김시현, 김원봉 등 의열단의 항일 투쟁 이야기를 박진감 넘치게 서술했다.

## 같이 보기
- 종로경찰서 폭탄투척 사건
- 영화 밀정
- 독립유공자로 대통령장을 수여받은 사람

## 참고자료
- 김상옥 : 독립유공자 공훈록 - 국가보훈처
- 대한민국 국가보훈처, 이 달의 독립운동가 - 김상옥, 1992년 1월
- 국가보훈처 : 이달의 독립운동가 보관됨 2016-03-04 - 웨이백 머신
- 세계일보 김동진 기자, 서해문집, '1923 경성을 뒤흔든 사람들', 2010년 8월 5일

## 주해
1. ↑  탈취한 검은 현재 독립 기념관에 전시 중이다.
2. ↑  이는 아직 확실하지 않다.
3. ↑  김상옥을 체포하려 했던 것은 그럴 가능성이 높았기 때문이었다.